# Охито де Агва (Чина)
Охито де Агва (шп. Ojito de Agua) насеље је у Мексику у савезној држави Нови Леон у општини Чина. Насеље се налази на надморској висини од 189 м.

## Становништво
Према подацима из 2005. године у насељу је живело 8 становника.

### Хронологија
| Година       | 2000       | 2005 |
| ------------ | ---------- | ---- |
| Становништво | 12 (4 / 8) | 8    |

### Попис
| # | Индикатор                        | Вредност |
| - | -------------------------------- | -------- |
| 1 | Укупно појединачних домаћинстава | 2        |